# Tabora (région)

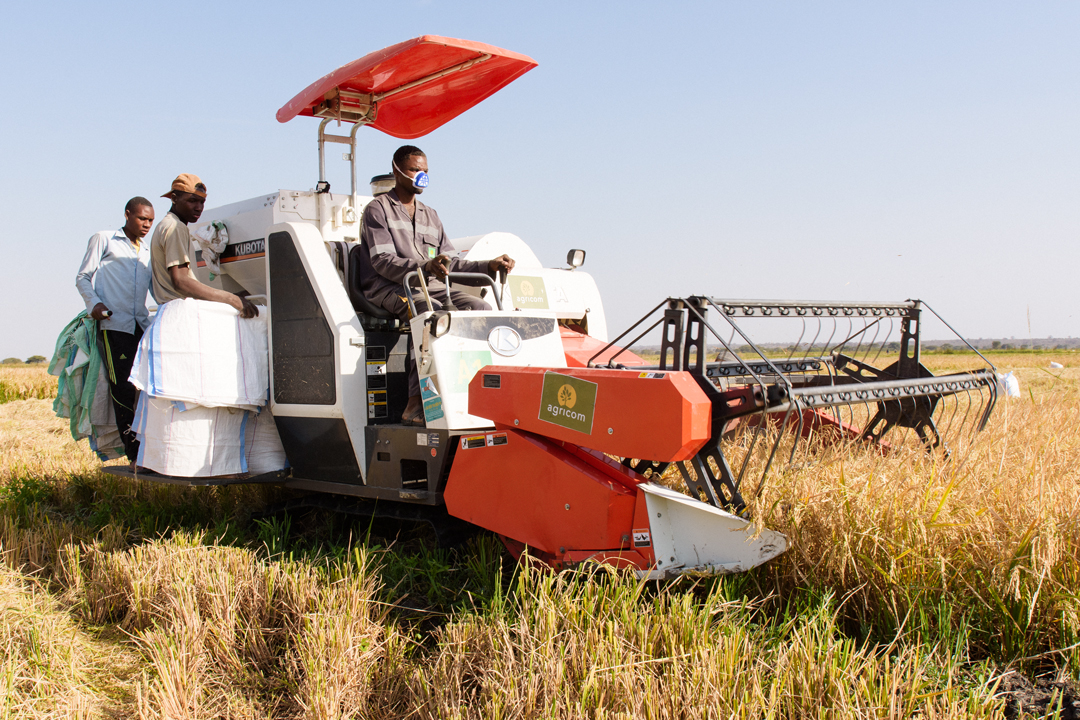
Moisson du riz à Igunga.

La région de Tabora est une région du centre-ouest de la Tanzanie. Sa capitale est la ville de Tabora.
Avec 9 % de la superficie totale du pays, c'est la région la plus étendue.